# Pavel Budský
Pavel Budský (* říjen 1973, Praha[zdroj?]) je český baseballista, mnohonásobný reprezentant České republiky a jedna z nejvýznamnějších postav tohoto sportu v Česku. Nejčastěji hraje na postu prvního metaře, dříve i nadhazovače. Patří mezi silové pálkaře, vede tabulku českého klubu homerunářů s nejvyšším počtem homerunů v české lize.

## Kariéra
K baseballu se dostal přes softbal, se kterým začínal. Je odchovancem bývalého pražského týmu TJ KOVO. Ve druhé polovině devadesátých let působil v severní Americe a stal se prvním českým hráčem, který podepsal smlouvu s týmem Major League Baseball, když upoutal skauty Montréalu Expos. Do týmu se však neprobojoval. Později působil v organizaci jiného týmu MLB - Kansas City Royals, kde nastupoval v nižší soutěži Gulf Coast League za GCL Royals. Koncem devadesátých let se vrátil do České baseballové extraligy. V roce 2000 nastupoval v nejvyšší nizozemské soutěži – Hoofdklasse za tým HCAW. Po rozpadu týmu TJ Kovo, hrál za SaBaT Praha. Převážnou část kariéry však odehrál za brněnské Draky, s nimiž získal dvanáct českých mistrovských titulů.

## Reprezentace
Je dlouholetým členem české baseballové reprezentace, za níž také nastoupil na několika evropských šampionátech a byl i při premiéře českého národního týmu na Světovém poháru v roce 2005.

## Osobní život
Je ženatý, jeho manželka se jmenuje Kateřina. Má dvě dcery – Pavlínu a Karolínu. Žije v Brně.